# Violette spoorkoekoek
De violette spoorkoekoek (Centropus violaceus) is een vogel uit de familie Cuculidae (koekoeken). 

## Verspreiding en leefgebied
Deze soort is endemisch op de Bismarck-archipel, een groep eilanden ten noordoosten van en behorend tot Papoea-Nieuw-Guinea.

## Status
De grootte van de populatie is in 2021 geschat op 6.700-61.000 volwassen vogels. Op de Rode lijst van de IUCN heeft deze soort de status niet bedreigd.  